# Malta, Ohio
Malta är en by i Morgan County i den amerikanska delstaten Ohio med en yta av 0,9 km² och en folkmängd, som uppgår till 696 invånare (2000). Malta ligger på västra stranden av Muskingum River. På andra stranden finns McConnelsville som är huvudorten i countyt.

## Kända personer födda i Malta
- W. Lee O'Daniel, radiopersonlighet och politiker, guvernör i Texas 1939-1941, senator 1941-1949
- Jeremiah McLain Rusk, politiker, guvernör i Wisconsin 1882-1889, USA:s jordbruksminister 1889-1893